# Google Code
Google Code är Googles webbplats för utvecklingsverktyg, API och tekniska resurser. Webbplatsen innehåller dokumentation om hur man använder Googles utvecklingsverktyg och APIs (engelska: Application Programming Interface) och även diskussionsgrupper och bloggar för utvecklare som använder Googles produkter som Youtube, Google Maps och Google Apps.